# Qarazhal
Qarazhal är en ort i Kazakstan.   Den ligger i oblystet Qaraghandy, i den centrala delen av landet, 400 km söder om huvudstaden Astana. Qarazhal ligger 468 meter över havet och antalet invånare är 13 807.
Terrängen runt Qarazhal är platt.  Trakten runt Qarazhal är nära nog obefolkad, med mindre än två invånare per kvadratkilometer. Trakten runt Qarazhal består i huvudsak av gräsmarker.